# Deutsch-Polnisches Liquidationsabkommen

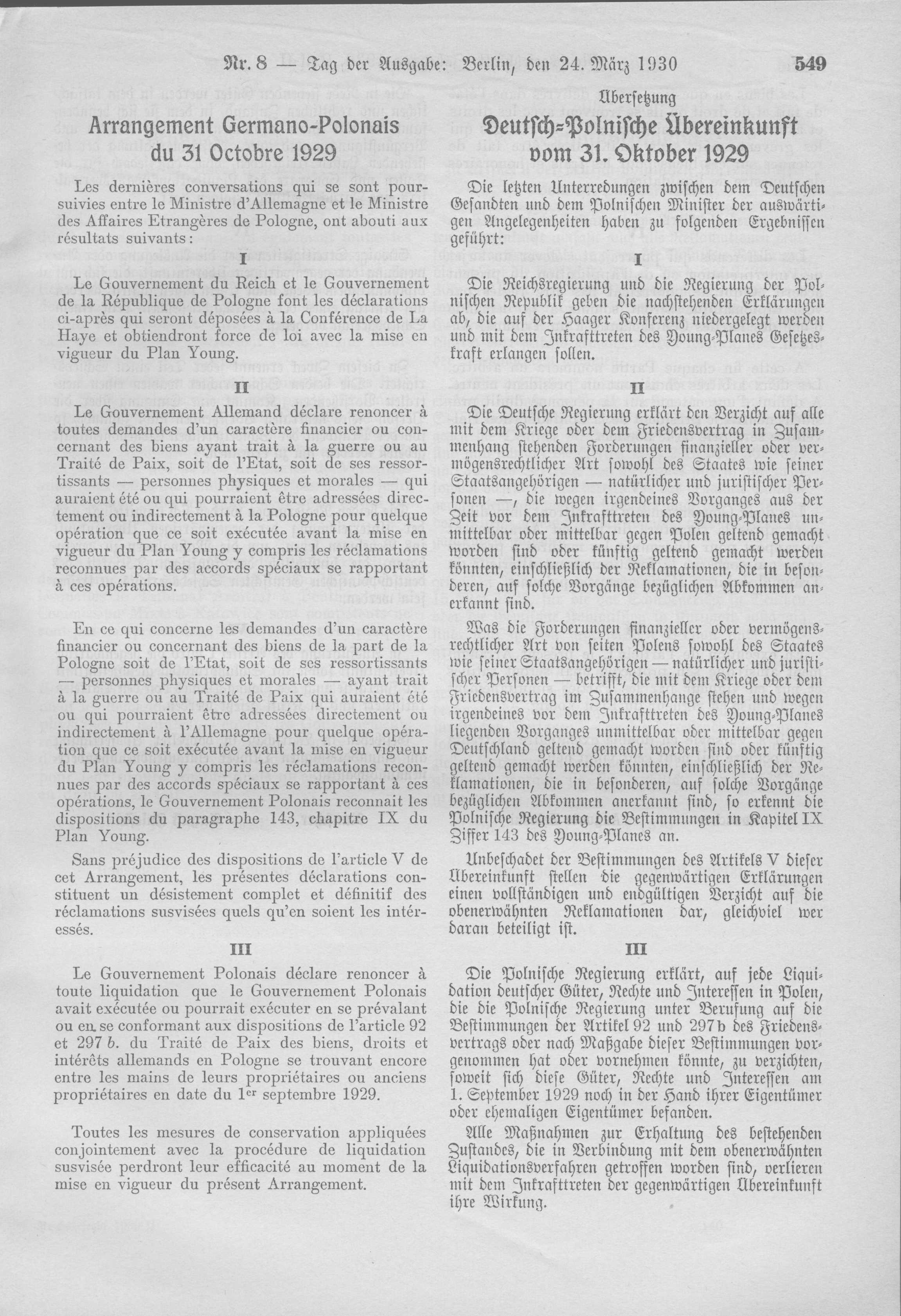
Deutsch-Polnische Übereinkunft vom 31. Oktober 1929

Das Deutsch-Polnische Liquidationsabkommen vom 31. Oktober 1929 regelte den Verzicht gegenseitiger finanzieller Ansprüche zwischen Polen und dem Deutschen Reich. Es war eine der wenigen Vereinbarungen der Zwischenkriegszeit zur Normalisierung der Beziehungen beider Staaten.

## Vorgeschichte
Das deutsch-polnische Verhältnis war nach dem Ende des Ersten Weltkrieges und der Wiedererrichtung des polnischen Staates schwierig und konfliktträchtig. Polen gelang es nicht, von Deutschland eine Garantie seiner Westgrenzen zu erlangen. Konfliktträchtig war auch die Frage der deutschen Minderheit in Polen. Dennoch strebten Außenminister Gustav Stresemann und sein polnischer Amtskollege August Zaleski eine gewisse Normalisierung der Beziehungen an. Dies galt auch für Stresemanns Nachfolger Julius Curtius. Dazu wurden die 1928 unterbrochenen Verhandlungen zu einem Handelsabkommen wieder aufgenommen. Innerhalb des Reichskabinetts der großen Koalition unter Hermann Müller stand dem etwa Ernährungsminister Hermann Dietrich als Vertreter landwirtschaftlicher Interessen entgegen. Daneben begannen Verhandlungen über einen „Generalausgleich“ durch ein sogenanntes Liquidationsabkommen.

## Verhandlungen
Das Abkommen wurde teilweise parallel zu den Verhandlungen der Sachverständigen zur Neuregelung der deutschen Reparationen (Young-Plan) in Den Haag ausgehandelt. Allerdings weigerte sich die Reichsregierung, wie von der polnischen Regierung gefordert, ein Junktim zwischen beiden Verträgen zu akzeptieren. Auf deutscher Seite wurden die Verhandlungen von dem Gesandten Ulrich Rauscher geleitet. Die polnischen Interessen vertrat Außenminister Zaleski.
Die deutsche Regierung hielt es aber für nötig, beide Abkommen gleichzeitig im Reichstag beschließen zu lassen. Mit dieser Position setzte sie sich gegen die Kritiker im Reichsrat aus Preußen und Sachsen und gegenüber den Koalitionsparteien BVP, DVP und Zentrum durch.
In der deutschen Innenpolitik war es nicht unumstritten. Die Ratifizierung zog sich auf deutscher Seite hin und konnte vor dem Ende des Kabinetts Müller und der Auflösung des Reichstages nicht mehr abgeschlossen werden. Insbesondere die politische Rechte protestierte gegen das Abkommen, weil sie dies als Abkehr von der Strategie sah, Polen mit wirtschaftlichen Mitteln zu schwächen. Die NSDAP sah darin eine grundsätzliche Abkehr von der Revisionspolitik und die DNVP beklagte den Verzicht auf Milliardenwerte. Die inhaltliche Kritik war verbunden mit persönlichen Angriffen gegen den deutschen Verhandlungsführer Rauscher. Vermischt wurde die Diskussion des Abkommens mit der Debatte um  den Youngplan. Insbesondere Hjalmar Schacht wandte sich in diesem Zusammenhang gegen das Abkommen.
Der Reichspräsident Paul von Hindenburg zögerte, das Abkommen zu unterschreiben. Er machte seine Zustimmung von einer Mittelaufstockung für die Osthilfe abhängig. Daneben hatte er aber rechtliche Vorbehalte. Hindenburg lagen schließlich fünf rechtswissenschaftliche Gutachten vor. Diese stammten vom Präsidenten des Reichsgerichts Walter Simons sowie von den Rechtswissenschaftlern Heinrich Triepel, Erich Kaufmann, Carl Schmitt und Gerhard Anschütz. Einige der von der Opposition in Auftrag gegebenen Gutachten kamen zu dem Schluss, dass für eine Zustimmung im Parlament eine verfassungsändernde Mehrheit erforderlich sei. Erst als die Regierung den Präsidenten überzeugte, dass eine einfache Mehrheit genügen würde, hat er das Gesetz unterschrieben.

## Inhalt
In dem Abkommen verzichteten beide Seiten auf alle gegenseitigen Forderungen finanzieller Art, die aus dem Ersten Weltkrieg oder dem Versailler Vertrag hervorgegangen waren. Darin eingeschlossen waren sowohl Forderungen der Staaten untereinander wie auch die zu Lasten von Privatleuten. Deutschland verzichtete dabei auf mögliche Forderungen von 2 Milliarden Reichsmark. Auf polnischer Seite waren es Ansprüche in Höhe von etwa 800 Millionen Reichsmark. Polen stellte alle laufenden Verfahren zur Liquidation deutscher Güter ein. Dies galt auch für die Abstimmungsgebiete in Oberschlesien.
Dem Abkommen beigegeben war eine polnische Note, in der Polen mit Blick auf Verträge deutscher Landeigentümer, die diese seit 1886 bis zum Kriegsende mit der preußischen Ansiedlungskommission geschlossen hatten, auf das Wiederkaufsrecht im Erbfall verzichtete. Damit war der Besitz von etwa 12.000 Familien rechtlich abgesichert. Der Wert des in Frage stehenden Besitzes betrug immerhin 500 Millionen Reichsmark.
Zur Klärung von Streitfällen wurde ein ständiges deutsch-polnisches Schiedsgericht mit Sitz in Paris eingesetzt. Der neutrale Vorsitzende wurde bei Bedarf vom Bundespräsidenten der Schweiz ernannt.
Das Abkommen war eines der wenigen erfolgreichen Ansätze zur Klärung des deutsch-polnischen Verhältnisses in der Zwischenkriegszeit.

## Verweise